# Amani Ballour

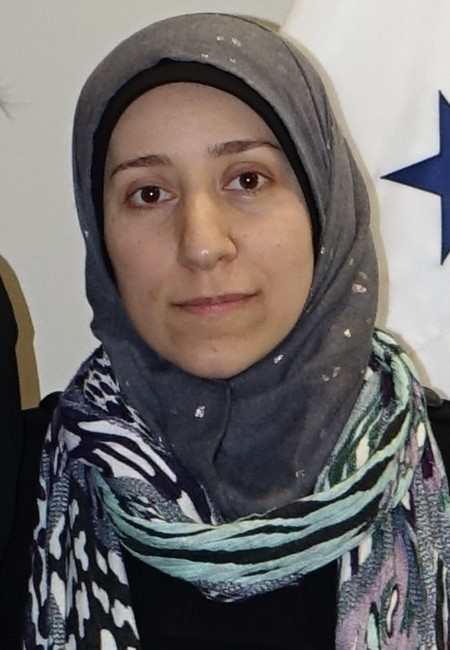
Amani Ballour

Amani Ballour (arabisch أماني بلور, DMG Amānī Ballūr, geboren 1987 in Ghuta) ist eine syrische Ärztin. Sie leitete im syrischen Bürgerkrieg ein unterirdisches Krankenhaus während der Belagerung von Ost-Ghuta durch syrische Truppen. Ihre Geschichte wird in dem Oscar-nominierten Dokumentarfilm Klinik im Untergrund – The Cave erzählt.

## Frühes Leben
Amani Ballour wuchs in Ost-Ghuta nahe der syrischen Hauptstadt Damaskus auf. Sie ist die jüngste von drei Schwestern und hat zwei jüngere Brüder. Ihre Schwestern heirateten in jungen Jahren und wurden Hausfrauen. Ballour bestand darauf, eine Ausbildung zu machen und zu studieren.

## Ausbildung
Mit dem Berufswunsch Ingenieurin nahm sie entgegen den geschlechtsspezifischen Erwartungen ihrer Familie ein Maschinenbaustudium an der Universität Damaskus auf. Ihre Familie, insbesondere ihr Vater, weigerte sich, sie zu unterstützen, bis sie schließlich zur Pädiatrie wechselte. Sie beendete 2012 ihr allgemeines Medizinstudium an der medizinischen Fakultät derselben Universität und begann die Fachausbildung zur Kinderärztin.

## Arbeit im unterirdischen Krankenhaus
Ende 2012 brach sie ihre Facharztausbildung ab, um Opfern des Krieges zu helfen. Der Anlass war ein etwa elfjähriger, schwer verletzter Junge aus ihrer Nachbarschaft, dem bei einer Protestkundgebung in den Kopf geschossen worden war. Sein Vater bat Ballour, ihn zu behandeln. Als sie zu dem Jungen kam, war er bereits tot.
Ihre erste Aufgabe als Freiwillige ohne Bezahlung war die Behandlung von Verwundeten in einem Feldkrankenhaus, das in einem teilweise errichteten Gebäude in Ost-Ghuta eingerichtet war. Sie war eine von zwei Vollzeitärzten. Der andere war der Gründer der Klinik, der Allgemeinchirurg Salim Namour (geboren 1961). Die Einrichtung des provisorischen Krankenhauses bestand aus einem Operationssaal und einer Notaufnahme im Keller. Es wurde bald zu einem Netz von unterirdischen Schutzräumen ausgedehnt, die bei den Einheimischen als „Höhle“ bekannt wurden. Medizinische Stationen einschließlich Pädiatrie und Innere Medizin kamen hinzu. Weitere Ärzte, Krankenschwestern und Freiwillige schlossen sich an, und das Team wuchs auf 100 Personen an. Das Krankenhaus stützte sich auf Maschinen und Geräte, die aus beschädigten Krankenhäusern in der Nähe der Front stammten. Mitarbeiter schmuggelten Lebensmittel und Medikamente hinein, die von internationalen und syrischen NGOs in der Diaspora bezahlt wurden.
Ballour hatte keine Erfahrungen in Unfallchirurgie, aber als die Opfer eintrafen, behandelten sogar Tierärzte und Optiker die Verwundeten. Sie musste schnell lernen, nicht nur die Notfallmedizin, sondern auch, mit den Schrecken des Krieges umzugehen. Die ersten Massenopfer, die sie sah, waren verkohlte Körper. Auch Jahre später erinnerte sie sich an „den Geruch von Menschen, die bis zur Unkenntlichkeit verbrannt waren und von denen einige noch lebten. […] Ich war so erschüttert, dass ich meinen Job nicht machen konnte. Doch dann habe ich so viele Massaker gesehen, so viele Opfer, dass ich mich an die Arbeit gemacht habe“.
Das Krankenhaus war ständigen Bombardements ausgesetzt. Im August 2013 begannen die Giftgasangriffe von Ghuta, bei denen Hunderte Menschen getötet wurden. Ballour beschrieb, wie sie mitten in der Nacht ins Krankenhaus eilte und sich den Weg an Menschen vorbei bahnte, die tot und lebendig auf dem Boden lagen, um den Versorgungsraum zu erreichen und mit der Behandlung der Patienten zu beginnen. „Wir wussten nicht genau, was es war, nur dass die Leute erstickten. Jeder war ein Notfall. […] Wir haben gerettet, wen wir retten konnten, und diejenigen, die wir nicht rechtzeitig erreicht haben, sind gestorben. Wir konnten es nicht schaffen.“
Im folgenden Jahr bildete ihr Kollege Salim Namour aus den zwölf in der Stadt verbliebenen Ärzten, die eine Bevölkerung von rund 400.000 Menschen in Ost-Ghuta versorgten, einen örtlichen medizinischen Rat. Nicht alle Mitglieder des Rates arbeiteten in dem unterirdischen Krankenhaus, aber gemeinsam beschlossen sie, einen Leiter der „Höhle“ für eine Amtszeit von sechs Monaten zu wählen, die später auf ein Jahr verlängert wurde. Gegen Ende 2015 entschied sich Ballour, für die Position anzutreten, und wurde gewählt. Sie übernahm ihre Position Anfang 2016, einige Monate nachdem die Luftangriffe mit der Ankunft der russischen Luftwaffe am Himmel über Ost-Ghuta zugenommen hatten.
Einige der männlichen Patienten und ihre Angehörigen wollten keine Frau als Leiterin des Krankenhauses. Doch das Krankenhauspersonal, einschließlich Namour, unterstützten sie.

„Sie ist hier bei uns und arbeitet Tag und Nacht, wann immer wir sie brauchen, während einige der männlichen Ärzte, die wir alle kennen, in vom Regime kontrollierte Gebiete geflohen sind, um in Sicherheit zu arbeiten. […] Es geht nicht um Geschlecht, es geht um Handlungen und Fähigkeiten, und Dr. Amani hat viele positive Veränderungen im Krankenhaus vorgenommen.“

Ballour sorgte für die Erweiterung der „Höhle“ und die Tieferlegung der Schutzräume. Tunnel wurden zu zwei kleinen medizinischen Kliniken in der Stadt gegraben und zum Friedhof, damit die Toten begraben werden konnten. Ein oberirdischer Transport war zu gefährlich.
Die tägliche Zahl der Opfer stieg dreistellig an. Das Krankenhaus wurde wiederholt von Luftangriffen heimgesucht, die tief in die Höhle eindrangen, eine Station zerstörten, drei Mitarbeiter töteten und andere verwundeten. Krankenwagen wurden getroffen und Helfer getötet, als sie die Verwundeten zurückholten. Assads letzter Vorstoß nach Ost-Ghuta im Februar 2018 war ein Chlorangriff. Eine UN-Untersuchungskommission für Syrien berichtete später, dass syrische und ihre alliierten Streitkräfte während der Belagerung und Rückeroberung von Ost-Ghuta Kriegsverbrechen und Verbrechen gegen die Menschlichkeit begingen. Assads Kriegsmethoden in Ghuta einschließlich „der am längsten andauernden Belagerung in der modernen Geschichte“ seien „barbarisch und mittelalterlich“, heißt es in dem UN-Bericht.
Am 18. März 2018 evakuierten Amani Ballour und ihr Team die Verwundeten und verließen die „Höhle“.
Amani Ballour und einige ihrer Familienmitglieder und Kollegen, darunter Salim Namour, flohen zunächst in das nahe gelegene Zamalka, einem Vorort von Damaskus, zehn Tage später in die Provinz Idlib im Nordwesten Syriens an der Grenze zur Türkei, der letzten Rebellenhochburg des Landes. Nach drei Monaten in Idlib floh Ballour im Juni 2018 nach Gaziantep. Sie lebt seitdem als Flüchtling in der Türkei (Stand: 2020) und ist verheiratet.
Sie möchte weiterhin Medizin praktizieren, jedoch nicht als Kinderärztin. Den Anblick verwundeter Kinder ertrage sie psychisch nicht mehr. Stattdessen plant sie, in die Radiologie zu wechseln. Sie ist Mitbegründerin der in Kanada ansässigen Stiftung „Al Amal“ (Hoffnung), die weibliche Führungskräfte und medizinische Mitarbeiter in Konfliktgebieten unterstützt.

## Auszeichnung
- 2020: Raoul-Wallenberg-Preis „für ihren Mut, ihre Tapferkeit und ihren Einsatz für die Rettung Hunderter Menschen während des Bürgerkriegs in Syrien“.[3]